# Championnat de Belgique de football de troisième division 2018-2019
Navigation
saison précédente saison suivante
Le Championnat de Belgique de football D3 2018-2019 est la nonantième édition (quatre-vingt-dixième) du championnat de Championnat belge de 3e « Division ». Mais c'est la  troisième édition de ce niveau sous l'appellation « Division 1 Amateur ».
Cette compétition est de niveau national intégral. Cette appellation curieuse en comparaison des niveaux 4 et 5 de la nouvelle structure pyramidale du football belge à partir de la saison 2016-2017. Ceux-ci sont « nationales mais régionalisés ». Un curieux verbiage venant de la volonté de l'URBSFA de conserver son esprit unitaire et de ne pas, dans les termes, se scinder en « Fédérations régionales » comme d'autres sports ont pu le faire.
La Division 1 Amateur est composée de seize clubs issus de toutes les parties du pays.

## Critères de composition

### Conditions d'accès
À partir de la saison 2017-2018, des critères technico-administratifs doivent être remplis par les clubs désireux de prendre part à cette division ,:
- Avoir minimum 7 joueurs sous contrat avec le statut "semi-professionnel".
- Disposer d'un stade de minimum 1.500 places (dont minimum 300 assises).
- Disposer d'un terrain aux dimensions de 100-105m de long sur 64-68m de large.
- Disposer d'un éclairage de minimum 300 LUX (dérogation à 200 LUX la première saison)

Dans un autre domaine, les participants de cette division devraient percevoir 50 000 euros par saison provenant des droits télévisés du football professionnel.

## Organisation
Les équipes se rencontrent en matchs aller/retour durant une phase classique (30 matches). Au terme de cette première phase, les quatre premiers classés disputent le "Play-off Amateur" au terme duquel est désigné le champion

### Play Off Amateur
Au terme de la saison régulière de trente matchs, les quatre premiers disputent les Play-off Amateur. Pour ce faire, ils se rencontrent en matchs /aller retour. Selon le même principe que celui adopté en Jupiler Pro League, le classement du "Play-off" est établi avec chaque formation conservant 50 % des points conquis durant la phase classique (arrondis à l'unité supérieure si nécessaire pour obtenir un nombre entier).
L'équipe championne est officiellement sacrée championne de Belgique Amateur.

### Promotion en D1B
S'il est en possession de la licence nécessaire, le champion de D1 Amateur est promu en Division 1B la saison suivante.

### Relégation en D2 Amateur
Les trois derniers classés au terme de la phase classique sont relégués en Division 2 Amateur la saison suivante. Le club qui termine à la 13e place est dit "barragiste", et doit assurer son maintien lors du tour final avec des formations de D2 Amateur.

### Cas particuliers
Le principe de relégation directe et de désignation du "barragiste" peuvent subir des adaptions si un ou plusieurs clubs ne répondent plus aux conditions d'accès à la D1 Amateur. Dans ce cas, le ou les cercles concernés seraient placés aux places de relégables directs .

## Changement d'appellation
Au terme de la saison précédente, le KFC Oosterzonen Oosterwijk déménage vers Lierre et son stade Herman Vanderpoorten du Lierse (matricule 30) qui disparait pour cause de faillite. Le change sa dénomination officielle pour devenir Lierse Kempenzonen.

## Clubs participants 2018-2019
À partir de la saison 2016-2017, par le biais de la colonne "Total Niv. 3", le tableau des participants rappelle le nombre de saisons jouées au 3e niveau de la hiérarchie belge.
| #  | Nom                                             | Mat. | Ville          | Stades               | En D1-Am depuis | Total en D1-Am | Total Niv 3 | S. Précédente         |
| -- | ----------------------------------------------- | ---- | -------------- | -------------------- | --------------- | -------------- | ----------- | --------------------- |
| 1  | Koninklijke Sportvereniging Oudenaarde          | 81   | Audenarde      | Burg. Thienpont      | 2016-2017 (3e)  | 3 saisons      | 41 saisons  | 8e                    |
| 2  | Koninklijke Sport Club Eendracht Aalst          | 90   | Alost          | Pierre Cornelis      | 2017-2018 (2e)  | 2 saisons      | 29 saisons  | 7e                    |
| 3  | Royal Knokke Football Club                      | 101  | Knokke-Heist   | Olivier              | 2017-2018 (2e)  | 2 saisons      | 15 saisons  | 1er                   |
| 4  | Royal Football Club Seraing                     | 167  | Seraing        | Pairay               | 2016-2017 (3e)  | 3 saisons      | 34 saisons  | 5e                    |
| 5  | Royal Excelsior Virton                          | 200  | Virton         | Yvan Georges         | 2016-2017 (3e)  | 3 saisons      | 19 saisons  | 10e                   |
| 6  | Koninklijke Football Club Dessel Sport          | 606  | Dessel         | Armand Melis         | 2016-2017 (3e)  | 3 saisons      | 24 saisons  | 3e                    |
| 7  | Royal Châtelet-Farciennes Sporting Club         | 725  | Farciennes     | des Marais           | 2017-2018 (2e)  | 2 saisons      | 2 saisons   | 13e                   |
| 8  | Koninklijke Maatschappijk Sport Kring Deinze    | 818  | Deinze         | Burg. Van De Wiele   | 2016-2017 (3e)  | 3 saisons      | 11 saisons  | 4e                    |
| 9  | Allemaal Samen Verbroedering Geel               | 2169 | Geel           | Leunen               | 2016-2017 (3e)  | 3 saisons      | 7 saisons   | 9e                    |
| 10 | Koninklijke Sportkring Heist                    | 2948 | Heist o/d Berg | Gemeentelijk         | 2016-2017 (3e)  | 3 saisons      | 11 saisons  | 6e                    |
| 11 | Football Club Verbroedering Dender Eend. Hekel. | 3900 | Denderleeuw    | Van Roy              | 2016-2017 (3e)  | 3 saisons      | 14 saisons  | 11e                   |
| 12 | Lierse Kempenzonen                              | 3970 | Lierre         | Herman Vanderpoorten | 2016-2017 (3e)  | 3 saisons      | 6 saisons   | 12e                   |
| 13 | Royal Football Club de Liège                    | 4    | Rocourt        | rue de la Tonne      | 2018-2019 (1er) | 1 saison       | 13 saisons  | 2e Div 2 ACFF         |
| 14 | Koninklijke Rupel Boom Football Club            | 2138 | Boom           | Gemeentelijk Park    | 2018-2019 (1er) | 1 saison       | 15 saisons  | 1er Div 2 VFV série A |
| 15 | Kon. Voetbal Vereniging THES Sport Tessenderlo  | 3671 | Tessenderlo    | THES Sport           | 2018-2019 (1er) | 1 saison       | 1 saison    | 1er Div 2 VFV série B |
| 16 | Racing White Daring Molenbeek                   | 5479 | Molenbeek      | E. Machtens          | 2018-2019 (1er) | 1 saison       | 21 saisons  | 1er Div 2 ACFF        |

### Localisation des clubs participants
| \| Knokke Alost Deinze Boom Dessel Geel Heist Tessenderlo Seraing Liège Virton Châtelet Audenarde Dender RWDM Lierse \| Localisation des clubs engagés en Division 1 Amateur 2018-2019 |
| Knokke Alost Deinze Boom Dessel Geel Heist Tessenderlo Seraing Liège Virton Châtelet Audenarde Dender RWDM Lierse                                                                      |

## Classement final

### Légende
|                 | Clubs qualifiés pour disputer le "Play-off Amateur".            |
|                 | club devant participer au "Tour final de D1 Amateur".           |
|                 | clubs relégués vers la Division 2 Amateur.                      |
| en diminution   | Clubs relégués de Division 1A depuis la saison précédente.      |
| en augmentation | Clubs promus de Division 2 Amateur depuis la saison précédente. |

### Classement final
- Champion d'automne: K. VV THES Sport Tessenderlo

| Rang | Équipe                    | Pts | J  | G  | N  | P  | Bp | Bc | Diff |
| ---- | ------------------------- | --- | -- | -- | -- | -- | -- | -- | ---- |
| 1    | K. VV THES Sport Tessend. | 62  | 30 | 19 | 5  | 6  | 62 | 28 | +34  |
| 2    | KM SK Deinze              | 59  | 30 | 17 | 8  | 5  | 53 | 30 | +23  |
| 3    | R. Excelsior Virton       | 54  | 30 | 15 | 9  | 6  | 42 | 20 | +22  |
| 4    | Lierse Kempenzonen        | 48  | 30 | 13 | 9  | 8  | 42 | 36 | +6   |
| 5    | K. Rupel Boom FC          | 45  | 30 | 13 | 6  | 11 | 44 | 40 | +4   |
| 6    | R. FC de Liège            | 41  | 30 | 11 | 8  | 11 | 41 | 35 | +6   |
| 7    | R. FC Seraing             | 41  | 30 | 10 | 11 | 9  | 46 | 40 | +6   |
| 8    | RWD Molenbeek             | 40  | 30 | 11 | 7  | 12 | 39 | 45 | -6   |
| 9    | FC Verbr. Dender EH       | 40  | 30 | 10 | 10 | 10 | 42 | 40 | +2   |
| 10   | K. SK Heist               | 38  | 30 | 10 | 8  | 12 | 29 | 44 | -15  |
| 11   | R. Châtelet-Farciennes SC | 36  | 30 | 9  | 9  | 12 | 30 | 37 | -7   |
| 12   | K. FC Dessel Sport        | 35  | 30 | 9  | 8  | 13 | 30 | 39 | -9   |
| 13   | K. SV Oudenaarde          | 34  | 30 | 10 | 4  | 16 | 37 | 59 | -22  |
| 14   | AS Verbroedering Geel     | 31  | 30 | 9  | 4  | 17 | 42 | 62 | -20  |
| 15   | K. SC Eendracht Aalst     | 31  | 30 | 7  | 10 | 13 | 35 | 49 | -14  |
| 16   | K. Knokke FC              | 24  | 30 | 6  | 6  | 18 | 31 | 43 | -12  |

- La rencontre K. SC Eendracht Aalst-K. Rupel Boom FC a été reprogrammée le 1er mars 2019.
- La rencontre K. Rupel Boom FC-Kempenzonen Lierse a été programmée le 3 avril 2019.

#### Tableau des rencontres
| Résultats (▼dom., ►ext.)                                   | AAL | BOO | CHA | DEI | DDR | DSP | GEE | HEI | KNO | LIE | KEM | RWD | OUD | SER | TES | VIR |
| K. SC Eendracht Aalst                                      |     | 2-1 | 1-1 | 1-0 | 0-2 | 0-2 | 3-1 | 1-2 | 0-0 | 2-2 | 2-2 | 0-0 | 2-0 | 1-1 | 1-2 | 0-0 |
| K. Rupel Boom FC                                           | 2-2 |     | 1-1 | 1-2 | 2-1 | 0-0 | 1-3 | 3-0 | 1-0 | 0-0 | 1-0 | 2-0 | 3-0 | 2-0 | 0-2 | 0-1 |
| R. Châtelet-Farciennes SC                                  | 1-1 | 2-3 |     | 1-2 | 2-1 | 1-0 | 2-0 | 2-0 | 0-0 | 1-2 | 1-0 | 0-0 | 2-0 | 0-3 | 2-2 | 1-0 |
| KM SK Deinze                                               | 3-2 | 3-0 | 3-1 |     | 2-2 | 0-0 | 5-0 | 0-0 | 2-1 | 0-1 | 3-0 | 3-0 | 2-1 | 0-2 | 1-1 | 0-0 |
| FC Verbr. Dender EH                                        | 2-0 | 3-3 | 1-1 | 0-2 |     | 2-0 | 4-1 | 5-1 | 1-0 | 2-1 | 1-1 | 0-1 | 0-1 | 0-4 | 0-2 | 2-1 |
| K. FC Dessel Sport                                         | 1-2 | 3-2 | 1-0 | 0-1 | 0-0 |     | 3-0 | 0-0 | 0-0 | 3-2 | 0-4 | 2-1 | 4-3 | 2-2 | 2-1 | 0-3 |
| AS Verbr. Geel                                             | 1-2 | 1-2 | 1-1 | 2-3 | 3-3 | 2-1 |     | 5-0 | 1-0 | 2-1 | 1-3 | 3-0 | 2-0 | 0-0 | 3-2 | 1-3 |
| K. SK Heist                                                | 2-1 | 0-1 | 2-0 | 0-2 | 1-2 | 1-0 | 3-1 |     | 0-3 | 1-0 | 1-0 | 2-3 | 2-0 | 1-1 | 0-4 | 1-3 |
| K. Knokke FC                                               | 4-1 | 0-1 | 3-1 | 4-1 | 1-1 | 1-2 | 4-2 | 0-2 |     | 1-3 | 1-2 | 0-2 | 3-4 | 2-1 | 2-3 | 0-1 |
| R. FC de Liège                                             | 3-1 | 2-1 | 3-0 | 3-0 | 2-1 | 1-1 | 3-0 | 1-1 | 2-1 |     | 2-1 | 0-0 | 1-2 | 2-1 | 2-5 | 0-1 |
| Lierse Kempenzonen                                         | 1-0 | 2-1 | 2-1 | 2-2 | 2-2 | 1-0 | 1-3 | 1-1 | 1-1 | 0-0 |     | 2-2 | 3-1 | 2-1 | 0-2 | 0-2 |
| RWD Molenbeek                                              | 1-3 | 1-4 | 1-2 | 0-2 | 2-1 | 3-2 | 4-1 | 0-1 | 3-2 | 1-0 | 1-1 |     | 4-0 | 2-0 | 4-3 | 1-1 |
| K. SV Oudenaarde                                           | 2-2 | 1-2 | 2-2 | 1-4 | 0-0 | 3-1 | 0-0 | 2-1 | 2-1 | 2-1 | 1-3 | 2-0 |     | 1-2 | 0-4 | 3-2 |
| R. FC Seraing                                              | 2-0 | 3-3 | 0-1 | 2-1 | 2-2 | 1-0 | 5-1 | 2-2 | 2-1 | 2-2 | 1-2 | 1-1 | 2-3 |     | 2-1 | 1-1 |
| K. VV THES Sport Tessend.                                  | 5-2 | 2-0 | 1-0 | 1-1 | 3-1 | 2-0 | 2-1 | 0-0 | 0-0 | 1-0 | 0-1 | 3-1 | 2-0 | 4-0 |     | 1-2 |
| R. Excelsior Virton                                        | 3-0 | 3-1 | 1-0 | 2-2 | 0-2 | 0-0 | 1-0 | 1-1 | 4-0 | 0-0 | 1-2 | 3-0 | 2-0 | 0-0 | 0-1 |     |
| - Victoire à domicile - Match nul - Victoire à l'extérieur |     |     |     |     |     |     |     |     |     |     |     |     |     |     |     |     |

#### Résumé phase classique
Rappel: le championnat de D1 Amateur n'est pas soumis au principe de "périodes" comme ses niveaux inférieurs.

##### Journée 11 à 20

###### Fusion en vue
À partir de la mi-janvier 2019, des bruits de fusion se précisent de plus en plus entre les clubs de Châtelet Farciennes et l'Olympic de Charleroi qui évolue en Division 2 Amateur .

### Licences 2019-2020
En date du 10 avril 2019, la "Commission des Licences" de l'URBSFA a rendu ses premières décisions concernant l'octroi des licences nécessaires en vue de la saison suivante. 

#### Montée en D1B
Cinq clubs ont introduit une demande de licence pour la division directement supérieure (D1B). Quatre ont obtenu gain de cause (Deinze, Lierse Kempenzonen, Seraing, RWDM) et un dossier est recalé (Virton).
Conséquence pratique de ces décisions, seuls Deinze et Lierse Kempenzonen restent candidats à la montée. Le leader Tessenderlo non demandeur de licence n'est pas intéressé et l'Excelsior Virton n'est pas autorisé. Seraing et le RWDM sont mathématiquement écarté de la course aux quatre premières places.
Sous réserve d'un appel envisagé par le club gaumais, le mieux classé de Deinze ou de Kempenzonen à l'issue du tour final sera promu.

#### D1 Amateur 19-20
Les 16 clubs de l'actuelle saison répondent aux exigences de licence pour la saison prochaine. Aucun n'est rétrogradé administrativement pour cette raison.

## Play-off Amateur
Qualifiés:
|  | Champion de Belgique Amateur (+ montée en D1B si en ordre de licence). |
|  | Montant en D1B (si le champion n'a pas la licence ad hoc).             |

### Classement final du Play-off Amateur
Les points de la phase classique ont été partagés en deux (en arrondissant à l'unité supérieure si nécessaire). Par contre, le nombre de victoires et les différences de but sont celles de ce "Play Off". Lorsque ce tour final 2018-2019 débute, seuls Deinze et Lierse Kempezonen ont la licence pour monter en D1B. Mais le vendredi 10 mai 2019, soit la veille de la deuxième journée, l'Excelsior gaumais obtient le précieux sésame par décision de la CBAS. Ils sont donc trois à briguer la montée.
| Rang | Équipe                       | Pts | J | G | N | P | Bp | Bc | Diff |
| ---- | ---------------------------- | --- | - | - | - | - | -- | -- | ---- |
| 1    | R. EXCELSIOR VIRTON          | 41  | 6 | 4 | 2 | 0 | 14 | 4  | +10  |
| 2    | K. VV THES Sport Tessenderlo | 36  | 6 | 1 | 2 | 3 | 10 | 12 | -2   |
| 3    | Lierse Kempenzonen           | 34  | 5 | 3 | 1 | 2 | 14 | 14 | 0    |
| 4    | KM SK Deinze                 | 34  | 6 | 1 | 1 | 4 | 8  | 14 | -6   |

- Après le partage des points, Deinze bénéficie d'un demi-point d'arrondi à l'unité supérieure.

#### Résultats des matchs du Play-off Amateur
| Résultats (▼dom., ►ext.)                                   | TES | DEI | VIR | KEM |
| THES Sport Tessenderlo                                     |     | 4-1 | 0-2 | 2-4 |
| KM SK Deinze                                               | 3-0 |     | 1-1 | 2-3 |
| R. Excelsior Virton                                        | 2-2 | 2-0 |     | 3-1 |
| Lierse Kempenzonen                                         | 2-2 | 4-1 | 0-4 |     |
| - Victoire à domicile - Match nul - Victoire à l'extérieur |     |     |     |     |

#### Résumé Play-off Amateur
Virton prend le meilleur départ avec deux victoires qui le hisse en tête. Deinze possède le même nombre de point, mais une victoire de moins et a bénéficié d'un demi-point d'arrondi.
Neutralisation générale lors de la 3e journée, les deux rencontres se terminent sur un partage. Virton qui arrache le nul en fin de match à Deinze conserve sa prédominance sur son rival du jour.
La quatrieme journée qui oppose Virton à Deinze voit l'Excelsior l'emporter 2-0 tandis que Deinze fini à neuf suites à deux exclusions dans le temps complémentaire. L'autre match voit le Lierse gagner à Tessenderlo sur le score de 2-4 et garder un espoir mathématique avant de recevoir Virton.
La cinquieme journée voit Virton gagner au Lierse (0-4, tous les buts en seconde mi-temps) et s'assurer le titre de champion de Belgique Amateur et surtout de la montée en D1B, niveau quitté trois ans plus tôt par le club gaumais, en raison de la réforme des championnats. La défaite de Deinze à Tessenderlo est mathématiquement anecdotique.
En clôture, loa Gaume fait la fête à ses champions qui partagent contre Tessernderlo pour terminer invaincus. Lierse Kempenzonen monte sur le podium en s'imposant (2-3) à Deinze.

## Tour final D1 Amateur
Quatre clubs sont concernés par ce tour final qui attribue une place en D1 Amateur . Ce tournoi est disputé en deux journées et comprend des rencontres de classement pour les perdants. Ceci afin d'obtenir une hiérarchie bien définie car la participation à la D1 Amateur est conditionnée à l'obtention d'une licence. Des repêchages seraient donc possibles dans le cas où des places se libèreraient.

### Condition de participation
Pour pouvoir prendre part au Tour final D1 Amateur, un club doit
- soit être en ordre de licence,
- soit que cette licence ne lui pas encore été refusée "par une décision coulée en force de chose jugée" (exemple par la CBAS) [11].

### Participants
- le 13e classé de Division 1 Amateur (ou équivalent selon licences refusées): K. SV Oudenaarde.
- de deux qualifiés de Division 2 Amateur VFV:
- de un qualifié de Division 2 Amateur ACFF: URS Lixhe Visé.

### Résultats
Les quatre formations concernées disputent deux matchs aller/retour (prolongation et tirs au but éventuels lors du retour). Les deux vainqueurs disputent la finale pour les 1re et 2e places. Le tirage au sort de ce tour final est effectué le lundi 13 mai 2019. 
| Dates      | Type       | Équipe 1               | Équipe 2               | 90' | Prol. | T-a-B |
| 19/05/2019 | (1) aller  | K. SV Oudenaarde       | URS Lixhe Visé         | 3-2 |       |       |
| 25/05/2019 | (1) retour | URS Lixhe Visé         | K. SV Oudenaarde       | 6-1 |       |       |
| 19/05/2019 | (2) aller  | K. SK Ronse            | K. Olympia SC Wijgmaal | 0-1 |       |       |
| 25/05/2019 | (2) retour | K. Olympia SC Wijgmaal | K. SK Ronse            | 1-2 |       |       |
| Dates      | Type       | Équipe 1               | Équipe 2               | 90' | Prol. | T-a-B |
| 29/05/2019 | (F) aller  | URS Lixhe Visé         | K. SK Ronse            | 0-1 |       |       |
| 02/06/2019 | (F) retour | K. SK Ronse            | URS Lixhe Visé         | 1-2 | ...   | ...   |

- L'URS Lixhe monte en D1 Amateur.
- Initialement barragiste, la K. SV Oudenaarde est reléguée en D2 Amateur pour la saison suivante. Le matricule 81 redescend à un 4e niveau hiérarchique qu'il avait quitté au terme de la saison 2005-2006, soit 13 ans.

## Résumé de la saison
- Champion : R. Excelsior Virton 1er titre en Division 1 Amateur, le 3e au 3e niveau.
  - Premier titre de D1 Amateur - le troisième au 3e niveau - pour la Province de Luxembourg.

| Région flamande (11)             | Région flamande (11) | Région wallonne (5)               | Région wallonne (5) |
| -------------------------------- | -------------------- | --------------------------------- | ------------------- |
| Province d'Anvers                | 5                    | Province de Hainaut               | 1                   |
| Province de Flandre-Occidentale  | 1                    | Province de Liège                 | 2                   |
| Province de Flandre-Orientale    | 4                    | Province de Luxembourg            | 1                   |
| Province de Limbourg             | 1                    | Province de Namur                 | 0                   |
| Province du Brabant flamand      | 0                    | Province du Brabant wallon        | 0                   |
| Région de Bruxelles-Capitale VFV | 0                    | Région de Bruxelles-Capitale ACFF | 1                   |

À partir de la saison 2017-2018, le Brabant est également scindé en ailes linguistiques. Les cercles de la Région de Bruxelles-Capitale doivent choisir leur appartenance entre VFV et ACFF. La grande majorité opte pour l'ACFF..

### Montée en "D1B"
- R. Excelsior Virton

### Relégations en D2 Amateur

#### VFV
- SC Eendracht Aalst
- ASV Geel
- R. Knokke FC
- + K. SV Oudenaarde (suite TF)

#### ACFF
- néant

## Débuts au3eniveauhiérarchique
Lors de cette saison 2018-2019, un club fait ses débuts au 3e niveau de la hiérarchie du football belge, portant à 311 le nombre de cercles différents ayant atteint ce niveau.
- Koninklijkle Voetbal Vereniging THES Sport Tessenderlo, 31e club limbourgeois différent.

### Première saison en D1 Amateur
Trois clubs ayant déjà joué au 3e niveau, évolue pour la première fois en "D1 Amateur":
- Royal Football Club de Liège 1re saison en D1 amateur
- Koninklijke Rupel Boom Football Club 1re saison en D1 amateur
- Racing White Daring Molenbeek 1re saison en D1 amateur (et au 3e niveau sous le nom "RWDM"), 15e club bruxellois différent au 3e niveau hiérarchique.